# Ozyptila lutosa
Ozyptila lutosa là một loài nhện trong họ Thomisidae.
Loài này thuộc chi Ozyptila. Ozyptila lutosa được miêu tả năm 2005 bởi Hirotsugu Ono & Martens.